# Hondafall
Der Hondafall (Stichwort: Motorrad-Lenkerverkleidung; auch Hondaurteil) ist ein vom VI. Zivilsenat des Bundesgerichtshofes am 9. Dezember 1986 entschiedener Fall zur Produzentenhaftung. Die Besonderheit des Falles liegt darin, dass der BGH entschied, dass sich Produktbeobachtungspflichten auch auf von Dritten produziertes Zubehör erstrecken.

## Sachverhalt
Der Sohn des Klägers verunglückte mit einem Honda-Motorrad bei hoher Geschwindigkeit tödlich. Der Vorbesitzer hatte eine Lenkerverkleidung angebracht, die nicht von Honda stammte. Diese sorgte für eine Instabilität des Motorrads und war letztlich unfallursächlich. Den Beklagten (Honda und Importeur) wurde vorgeworfen, den Kunden nicht rechtzeitig vor den von der Lenkerverkleidung ausgehenden Gefahren gewarnt zu haben.

## Urteil
Die Vorinstanz hatte bei der Urteilsfindung eine Haftung aus Beobachtungspflichten des Herstellers noch auf Zubehör beschränkt, das er selbst empfahl. Darüber ging der BGH hinaus, denn er erstreckte diese Verkehrssicherungspflicht auch auf übliches Zubehör, vornehmlich dann, wenn er für Zubehör Vorrichtungen wie Ösen an dem Motorrad angebracht hat und das Hauptsacheprodukt grenzwertigen Sicherheitserwartungen des Benutzers unterliege. Die Produktbeobachtungspflicht indiziere in derartigen Fällen eine Pflicht zur Warnungsweitergabe. Eine schuldhafte Verletzung der Warnpflichten könne eine Haftung aus Schadensersatz nach § 823 Absatz 1 BGB nach sich ziehen. Der BGH wies allerdings auch darauf hin, dass der Hersteller des Zubehörs wettbewerbsrechtlich schwer getroffen werden könne, weil zumindest in dessen Recht am eingerichteten und ausgeübten Gewerbebetrieb eingegriffen würde.